# Lieto fine
Lieto fine (The Happy Ending) è un film del 1969 diretto da Richard Brooks e interpretato dalla moglie Jean Simmons. 

## Trama
Sedicesimo anniversario di matrimonio per Fred e Mary, coppia che versa ormai in una profonda crisi. La donna, sorta di madame Bovary newyorkese, tenta di soffocare la propria insoddisfazione con l'alcol, i tranquillanti e la visione ripetuta di vecchi film d'amore.

## Riconoscimenti
- 1970 - Premio Oscar[1]
  - Candidatura per la miglior attrice protagonista a Jean Simmons
  - Candidatura per la migliore canzone a What Are You Doing for the Rest of Your Life di Michel Legrand